# 達之路
達之路（英語：Tat Chee Avenue）是一條位於香港九龍又一村的街道，為該區的主要道路。達之路以又一村的發展者余達之命名，以紀念他興建又一村。

## 走綫
達之路北起歌和老街，南達大坑東道。1953年，又一村洋房陸續落成，包括達之路的村內道路於1953年11月20日被正式命名。1956年，達之路的大坑東道口建立又一村牌坊，1963-64年因擴展道路被清拆。達之路早期只能到達海棠路，1984-86年，達之路伸延到桃源街，1989年3月1日，配合歌和老街的發展伸延至歌和老街。目前到歌和老街以北有達之路的延伸，名為達康路。（另外有桃源街及瑰麗路可出入又一村）。
達之路在歌和老街至桃源街有三條行車線分隔來回行車，到生產力促進局前為兩線行車，其後路段到大坑東道都是兩線來回行車。達之路及石竹路交界的燈位經常被政府用作新系統測試的試點。當新年花市的時候，達之路介乎花墟公園一段也是人流眾多，達之路為花墟公園的出口，十分擠塞。

## 沿途地點

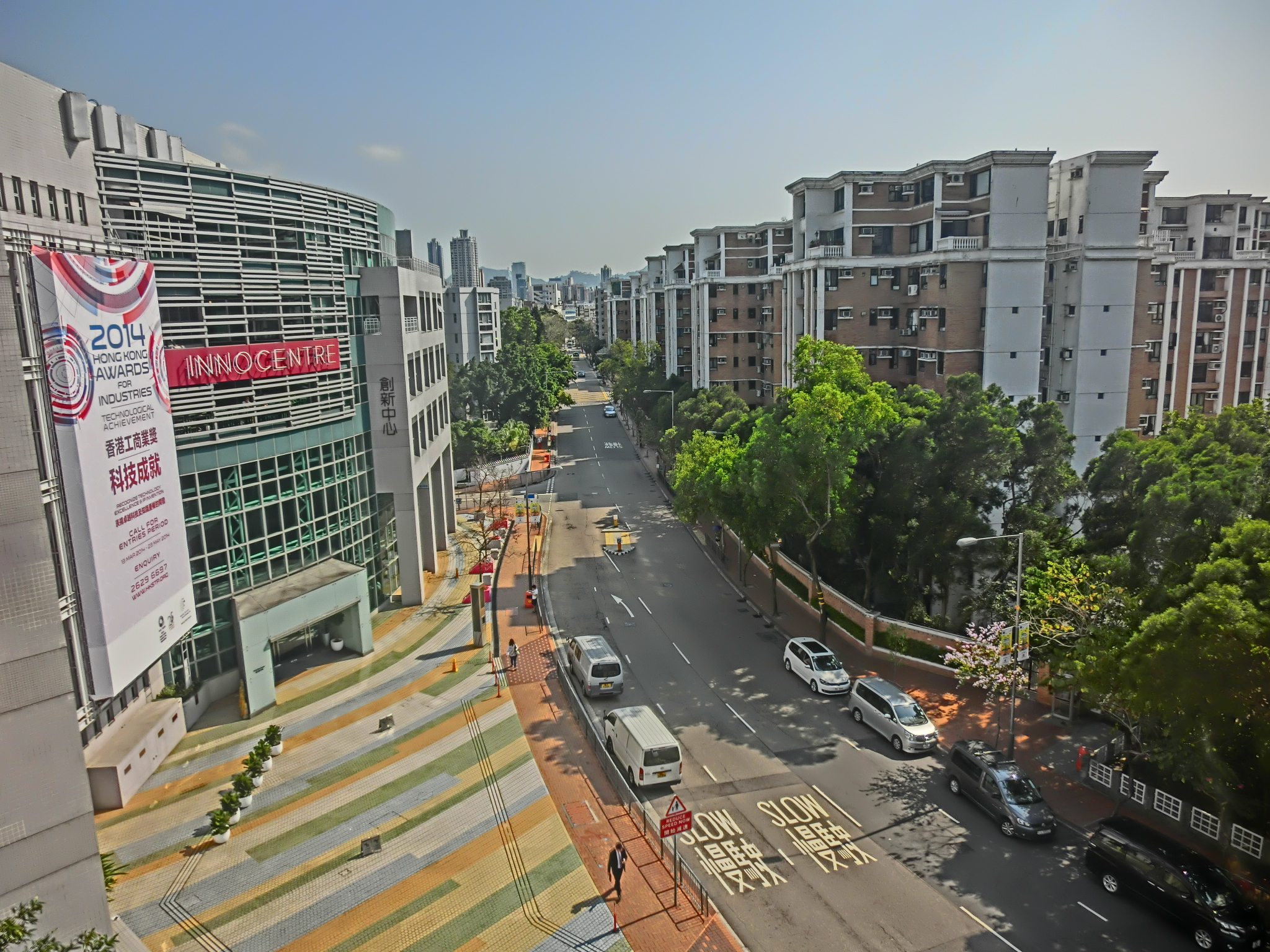
香港創新中心及又一居

- 香港城市大學
- 又一城
- 九龍塘站
- 又一城公共運輸交匯處
- 創新中心
- 生產力促進局
- 又一村花園
- 又一居
- 德雅中學
- 陳樹渠紀念中學舊址
- 禮賢會九龍堂 及 九龍禮賢學校
- 花墟公園
- 啟思幼稚園
- 達之路9號

## 沿途交接道路
由北至南數起：
- 無名小徑 - 前往又一城停車場
- 桃源街 - 前往石硤尾
- 花圃街 - 又一村花園所在
- 又一居道 - 前往又一居
- 瑰麗路 - 前往又一居及石硤尾
- 海棠路 - 前往住宅區

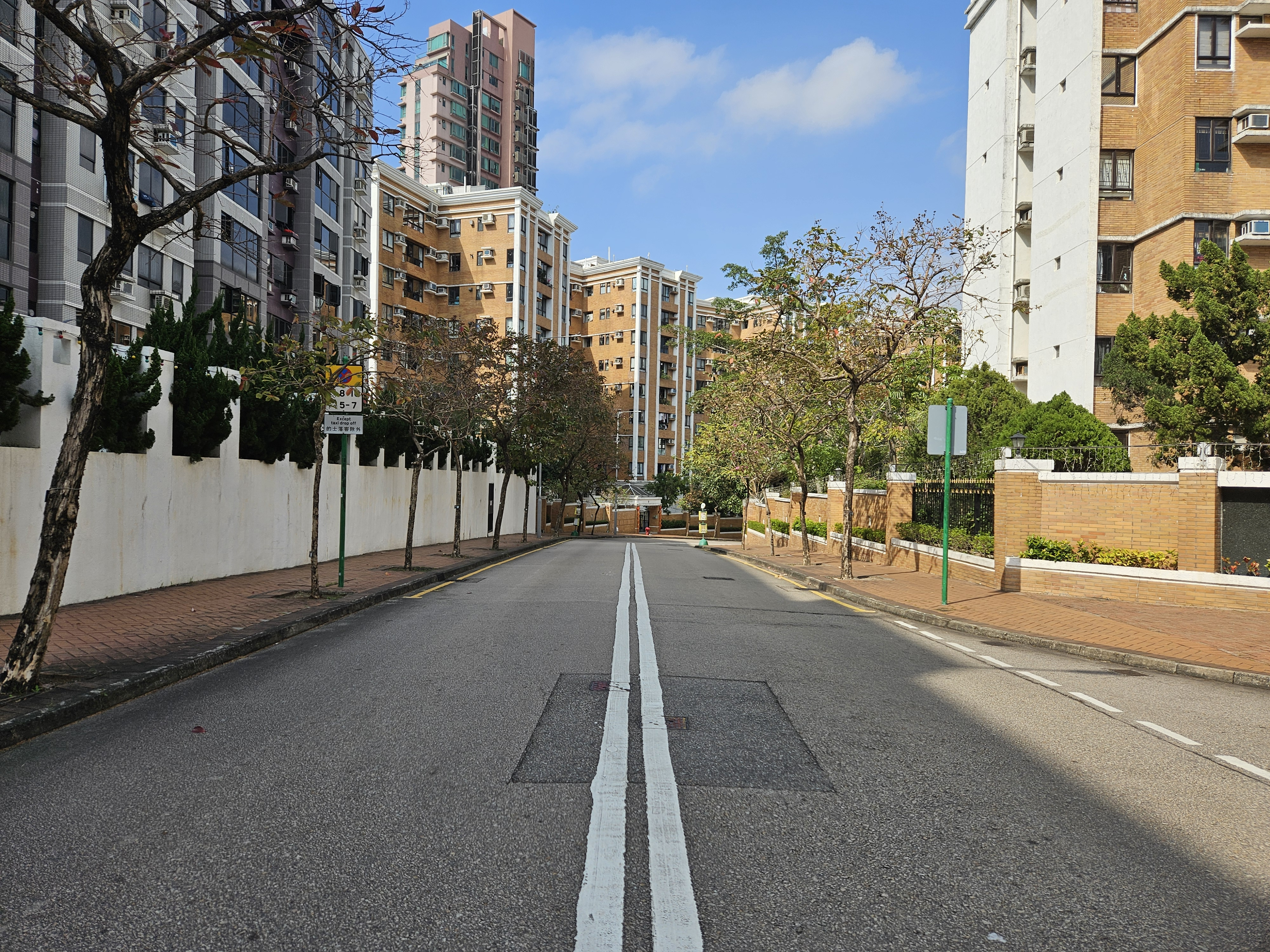
瑰麗路近又一居道

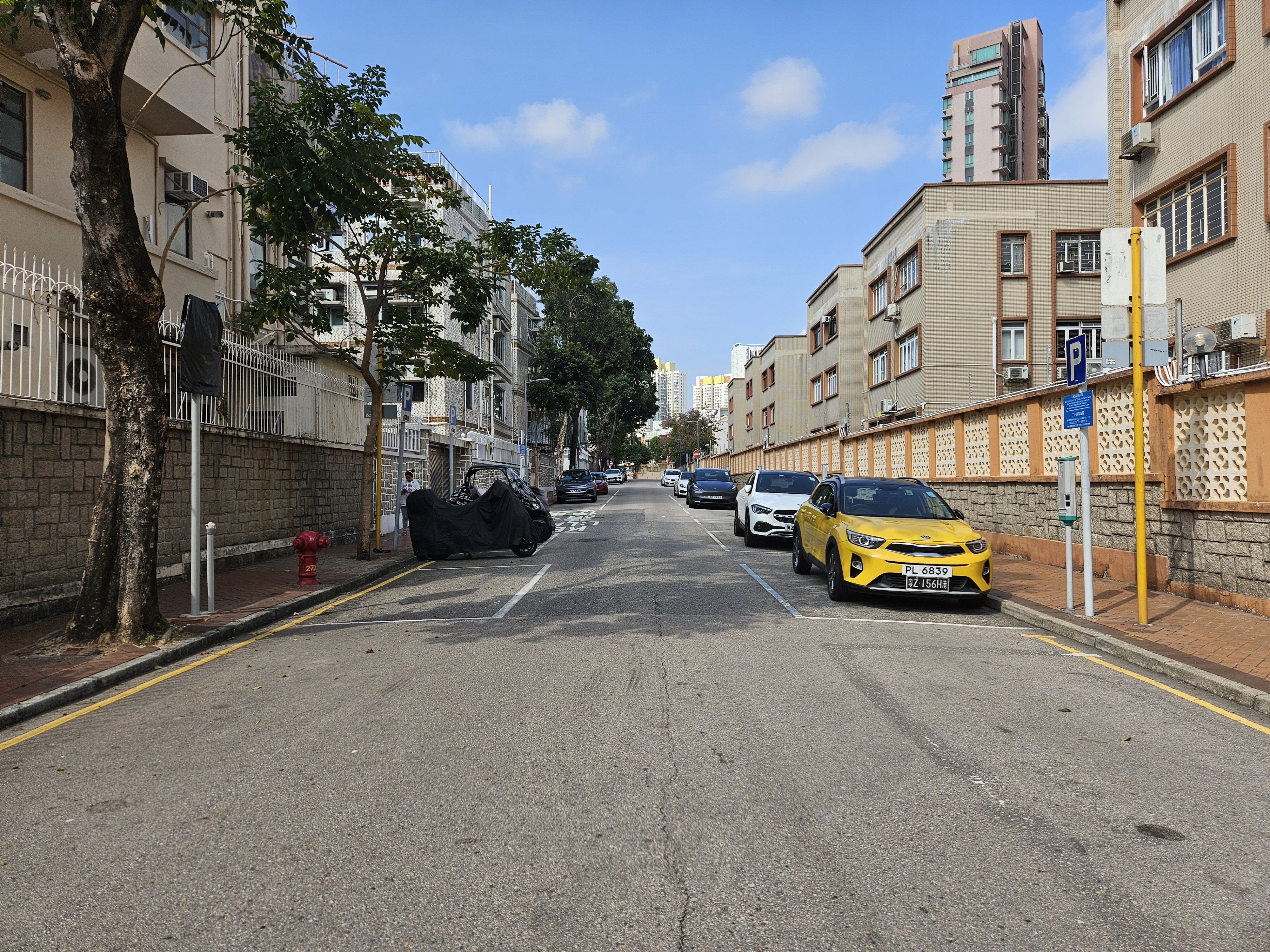
海棠路近達之路

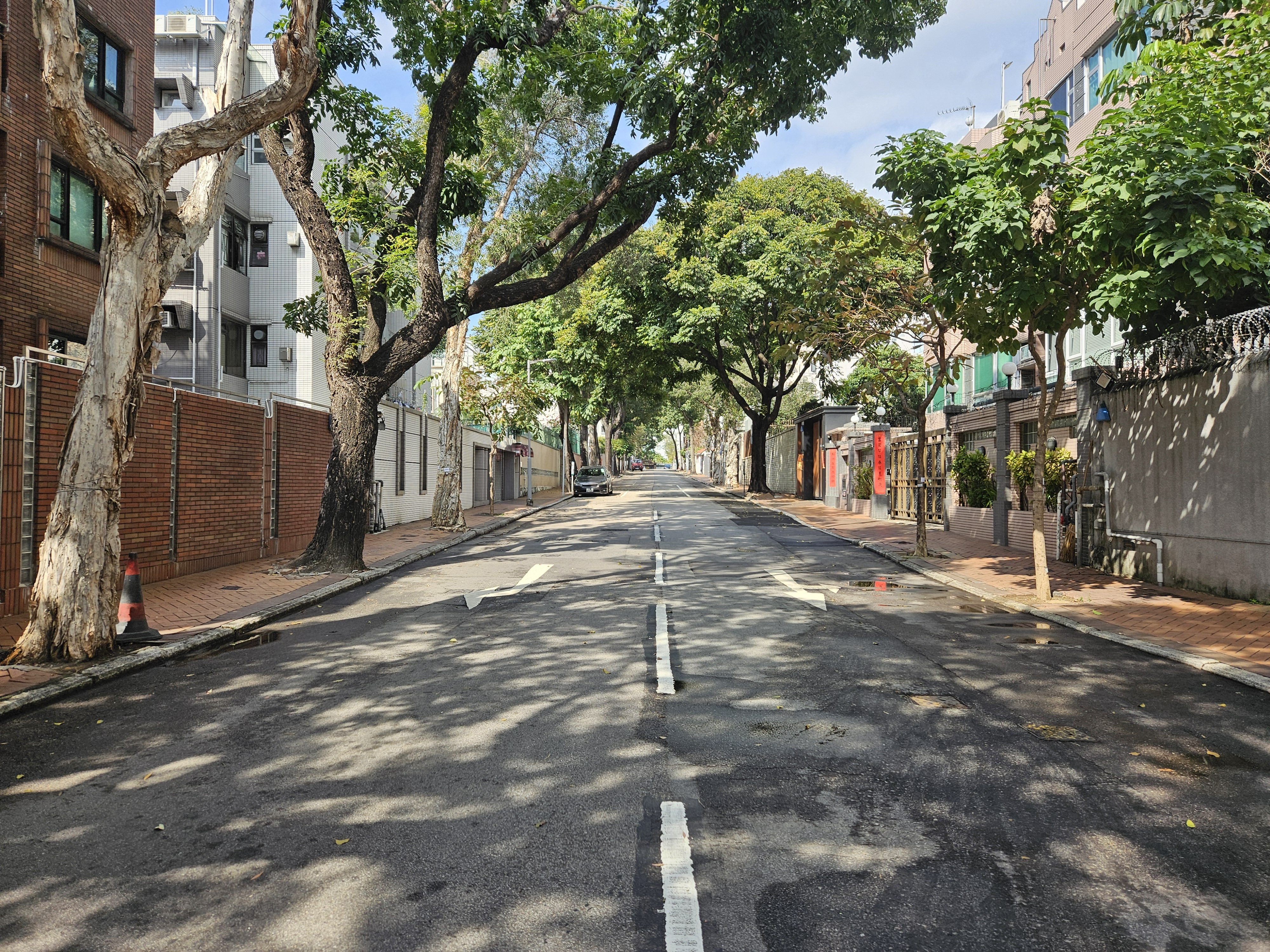
石竹路近達之路

- 雀橋街 - 又一村惠康超級市場所在，可說是又一村的中心
- 牡丹路 - 前往住宅區
- 石竹路 - 前往住宅區
- 丹桂路 - 前往住宅區

## 外部連結
维基共享资源上的相關多媒體資源：達之路